# Brinner
Brinner Henrique Santos Souza, meglio noto come Brinner (Lavras, 16 luglio 1987), è un calciatore brasiliano, difensore del Kasetsart.

## Carriera
Ha giocato nella massima serie dei campionati brasiliano e thailandese.

## Palmarès

### Club

#### Competizioni nazionali
- Thai League 1: 1

Chiangrai United: 2019